# Семёновское-Советское
Семеновское-Советское — село в Суздальском районе Владимирской области России. Входит в состав Селецкое сельское поселение.

## География
Село расположено в 14 км на юго-запад от райцентра города Суздаль.

## История
Семеновское до 1764 года было вотчиной Троице-Сергиева монастыря, почему и называется Троицким. О времени основания церкви в селе никаких исторических известий не имеется. Ныне существующая в селе церковь построена в 1805 году на средства прихожан; зданием каменная, с таковою же колокольнею. Престолов в ней два: главный – во имя святого мученика Симеона Иерусалимского, другой престол – в честь святых бессребреников и чудотворцев Космы и Дамиана. При сей холодной церкви имелась теплая, каменная, с одним престолом – в честь Богоявления Господня; когда она построена – неизвестно. В 1896 году в селе числилось 80 дворов, душ мужского пола 234, а женского — 263.
В конце XIX — начале XX века село входило в состав Тумской волости Суздальского уезда.
С 1929 года село входило с состав Гавриловского сельсовета Суздальского района.

## Население
| 1859 | 1905 | 1926 | 2002 | 2010 | 2021 |
| ---- | ---- | ---- | ---- | ---- | ---- |
| 357  | ↗540 | ↗611 | ↘12  | ↘9   | →9   |

## Достопримечательности
В селе находится недействующая Церковь Космы и Дамиана (1805).